# Euphyia chrysocyma
Euphyia chrysocyma är en fjärilsart som beskrevs av Edward Meyrick 1891. Euphyia chrysocyma ingår i släktet Euphyia och familjen mätare. Inga underarter finns listade i Catalogue of Life.